# Apeadeiro de Chelas

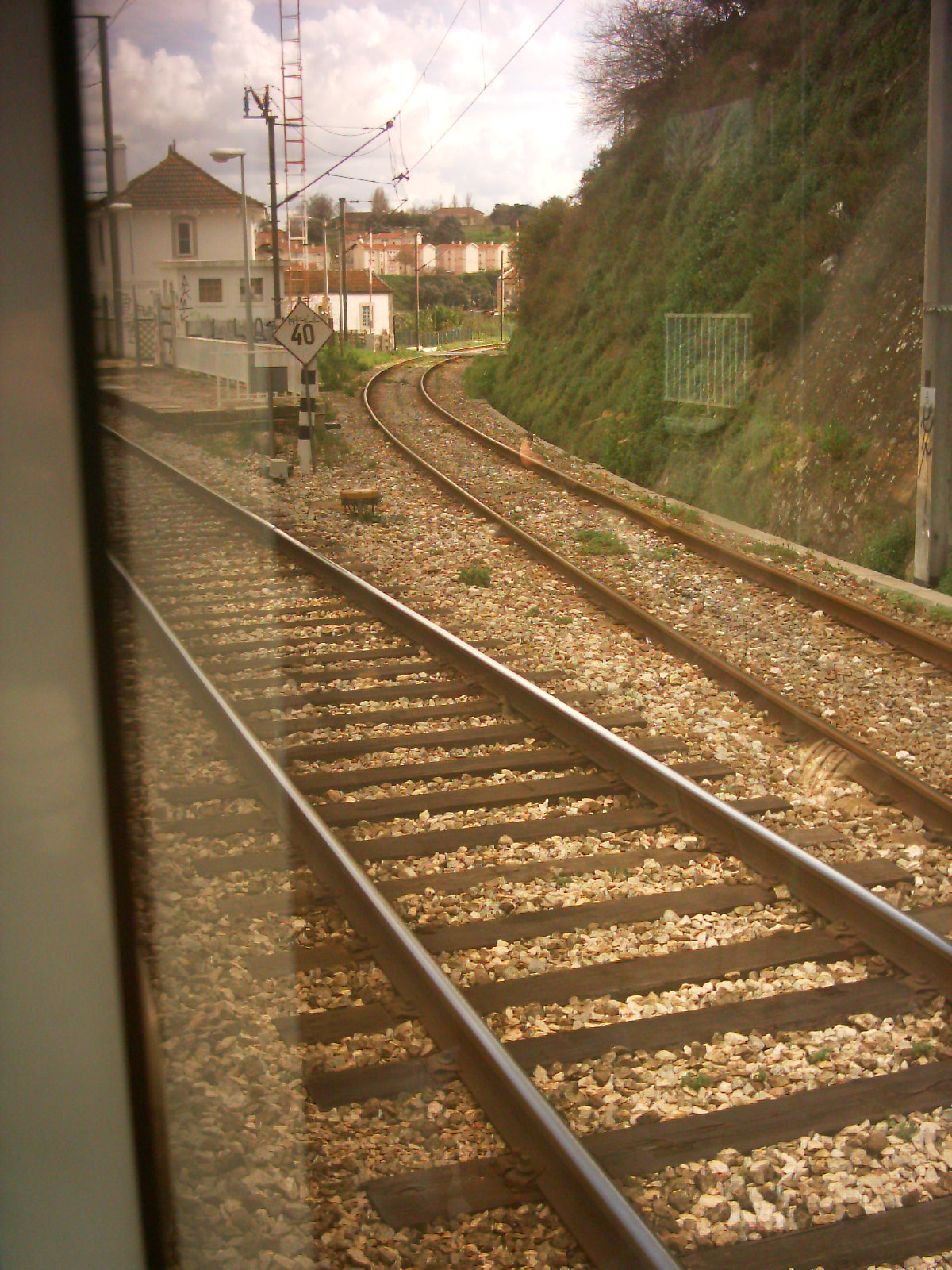
Entrada na Concordância de Xabregas a partir da Linha de Cintura, junto à estação de Chelas, em 2009.

A extinta estação Ferroviária de Chelas, mais tarde apeadeiro de Chelas, foi uma interface ferroviária da Linha de Cintura, em Lisboa, Portugal, encerrada em 2015.

## Descrição

### Localização e acessos
O local de implantação desta interface extinta é o triângulo limitado pelas vias convergentes da Linha de Cintura e da Concordância de Xabregas, apontando a noroeste, e pela Calçada da Picheleira, a poente.
Apesar da nomenclatura respetiva, estação de metro mais próxima é Olaias, não Chelas.

### Infraestrutura
Integrada em dois segmentos da rede ferroviária nacional, Linha de Cintura e Concordância de Xabregas, Chelas tinha três vias, mas apenas as duas do lado da Linha de Cintura estavam dotadas de plataformas. Estas tinham abrigos desencontrados e eram apenas parcialmente fronteiras — entre o ponto de insersão da Concordância de Xabregas e a passagem de nível da Calçada da Picheleira: A plataforma descendente (do lado sudoeste da via) era mais avançada na direção de Marvila, interrompida pela passagem de nível e confinando já com a ponte sobre a Estrada de Chelas, enquanto que a ascendente (lado nordeste) situava-se totalmente a noroeste da dita passagem de nível.[carece de fontes?]
O edifício de passageiros situava-se do lado sudoeste da via da Linha de Cintura (lado esquerdo do sentido ascendente, para Alcântara-Terra). Era um edifício de dimensões modestas com dois pisos, de planta pentagonal irregular, dotado de telhado de cinco águas com chaminé e decoração metálica e beiral saliente, sustido por madeiramento aparente. O piso superior consistia na habitação do guarda da passagem de nível contígua, estando o inferior ao serviço dos passageiros até à despromoção de Chelas para a categoria de apeadeiro, data em que passou a estar reservado para fins de apoio ferroviário. As janelas e portas eram encimadas por lintéis em arco abatido na moldura calcária, sendo as do piso inferior protegidas por alpendres telhados; as parades exteriores tinham labril de azulejo em padrão de terliça verde sobre branco.

### Serviços
Chelas foi paragem de algumas das circulações dos serviços da CP Urbanos de Lisboa designados por "Linha de Sintra" e "Linha da Azambuja", servindo apenas este à data do seu encerramento, passando aqui sem paragem os comboios daquele.[carece de fontes?]

## História

### Século XIX
Esta interface encontra-se no troço original da Linha de Cintura, entre as estações de Benfica e Santa Apolónia, que foi aberto ao serviço em 20 de Maio de 1888, pela Companhia Real dos Caminhos de Ferro Portugueses. A 5 de Setembro de 1891, foi inaugurada a concordância entre Chelas e Braço de Prata. (Mais tarde esta viria a ser reclassificada como parte da Linha de Cintura, enquanto o troço entre Chelas e Santa Apolónia passou a ser a Concordância de Xabregas.)

### Século XX
Em 1934, a Companhia dos Caminhos de Ferro Portugueses realizou obras nesta interface (listada entre «grandes reparações — totais»), então ainda com categoria de estação.

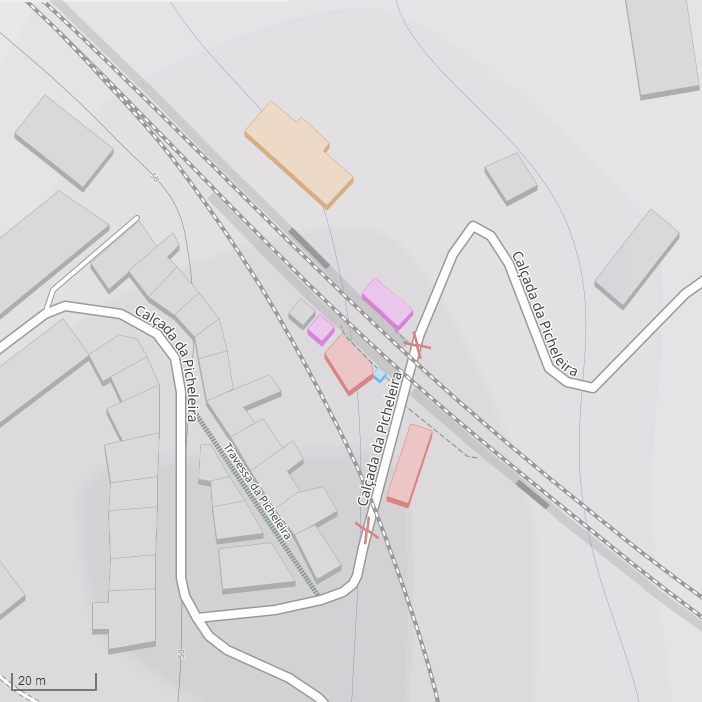
Estação de Chelas e edifícios anexos, demolidos entre 1990 e 2020.

Em 1985 Chelas tinha já a categoria de apeadeiro, tendo sido despromovida entretanto. Os edifícios afetos ao serviço ferroviário mantiveram-se, apesar da alteração de categoria. Chelas foi alvo de novas obras em 1998, com melhoria dos acessos à Expo’98 e alteamento das plataformas ao nível da altura dos comboios de introdução recente (séries 2400 e 3500).
Na década de 1990, previa-se para Chelas uma interligação privilegiada com o Metropolitano de Lisboa na Estação Olaias, que foi desde logo dimensionada para albergar uma grande interface intermodal. Chelas contava-se ainda entre as estações da Linha de Cintura cuja resconstrução estava programada no âmbito do Eixo Ferroviário Norte-Sul, junto com Campolide, Roma-Areeiro, Entrecampos, e Sete Rios. No entanto, ao contrário dos restantes casos, em Chelas manteve-se inalterada a tipologia, e o papel desta interface no sistema USGL foi sendo progressivamente reduzido.[carece de fontes?]

### Século XXI
A partir de 14 de Junho de 2015, devido a alterações de horários por parte da C.P., deixaram de efectuar paragem neste apeadeiro os comboios suburbanos da família Azambuja - Alcântara-Terra, os únicos a efectuar paragem neste apeadeiro até então; com esta alteração, a Infraestruturas de Portugal (I.P.) procedeu à desactivação do apeadeiro de Chelas.[carece de fontes?]

Já após 2009, foram demolidos o edifício de passageiros e o edifício secundário (Calçada da Picheleira, 5A), restando em 2015 a sudoeste da via principal apenas uma cabina de apoio à antena de telecomunicações e outra de apoio à bilheteira automática, na superfície da qual subsistia ainda o padrão azulejar de terliça verde sobre branco,[carece de fontes?] que ornamentava o lambril do edifício de passageiros. Dos edifícios a nordeste da via, um foi demolido entre 1990 e 2009 e o outro entre 2015 e 2020, nesta data sobrando de toda a antiga estação apenas as plataformas e respetivos abrigos, de construção recente e em acelerado estado de degradação.[carece de fontes?]